# La Celette

La Celette este o comună în departamentul Cher, Franța. În 1 ianuarie 2022 avea o populație de 204 de locuitori.